# Velîka Krucea, Pîreatîn
Velîka Krucea (în ucraineană Велика Круча) este localitatea de reședință a comunei Velîka Krucea din raionul Pîreatîn, regiunea Poltava, Ucraina.

## Demografie
Componența lingvistică a localității Velîka Krucea
     Ucraineană (87,59%)
     Rusă (11,56%)
     Alte limbi (0,21%)
Conform recensământului din 2001, majoritatea populației localității Velîka Krucea era vorbitoare de ucraineană (87,59%), existând în minoritate și vorbitori de rusă (11,56%).